# جوزيفا تاولي
جوزيفا كارينو تاولي (سيفا) هي ناشطة بيئية فلبينية وعضو في اللجنة التوجيهية ومنسقة مشاركة للسياسات في الشبكة العالمية للشباب للتنوع البيولوجي، وهي تدعو إلى المشاركة الهادفة للشباب وحقوق السكان الأصليين في اتفاقية الأمم المتحدة للتنوع البيولوجي.

## نشاطها
تنتمي جوزيفا إلى عشيرة إيبالوي كانكاناي من شعب إغوروت في كوردييرا [الإنجليزية]، الفلبين، وهي مجموعة عرقية من السكان الأصليين. عملت كمنسقة مشاركة في الشبكة العالمية للشباب للتنوع البيولوجي (GYBN) في جنوب شرق آسيا منذ 2018. ساهمت خلفيتها الأكاديمية حول الحفاظ على التنوع الثقافي البيولوجي وخبرتها في المبادرات الشعبية لشباب الشعوب الأصلية وعملها الدعوي حتى الآن بشأن التنوع البيولوجي والسياسة العلمية وحقوق الشعوب الأصلية بشكل كبير في التعريف بمواقف الشبكة العالمية للشباب للتنوع البيولوجي، خاصة فيما يتعلق بالمخاوف ذات الصلة وبمساهمات الشعوب الأصلية والمجتمعات المحلية.
كانت جوزيفا ضمن وفد الشباب الذي حضر عددًا من اجتماعات اتفاقية التنوع البيولوجي، نظرًا لمعرفتها الكبيرة بالعديد من القضايا ذات الصلة في اتفاقية التنوع البيولوجي (CBD)، من هذه الاجتماعات: مؤتمر الأطراف الرابع عشر (CBD COP14) والاجتماع الأول للفريق المفتوح العضوية العامل (OEWG1) والاجتماع الحادي عشر للفريق المفتوح العضوية العامل بين الدورات المخصص للمادة 8 (WG8J11) والاجتماع الرابع والعشرون للهيئة الفرعية للمشورة العلمية والتقنية والتكنولوجية (SBSTTA 23).